# 715-ös busz
A 715-ös jelzésű elővárosi autóbusz Budapest, Kelenföld vasútállomás, illetve Érd, autóbusz-állomás és Százhalombatta, Régészeti Park között közlekedik. A viszonylatot a MÁV Személyszállítási Zrt. üzemelteti.

## Története
2019. május 11-étől Érden a Kálvin tér helyett a Főtér megállót érinti.
2019. augusztus 1-jétől egyes menetek Százhalombatta, Ipari Park érintésével közlekedtek. 2020. május 25-étől nem érinti a megállóhelyet.

## Útvonala
| Százhalombatta, Régészeti Park elé | Budapest, Kelenföld vasútállomás felé |
| --- | --- |
| Budapest, Kelenföld vasútállomás vá. – Gyergyótölgyes utca – Than Károly utca – Borszéki utca – Olajbogyó utca – Egér út – Balatoni út – Diósd, Balatoni út – Érd, Balatoni út – Budai út – Adél utca – Érd, autóbusz-állomás – Adél utca – Budai út – Ercsi út – – Százhalombatta, Városkapu út – Erkel Ferenc körút – Damjanich utca – Halászcsárda, forduló – Damjanich utca – Hága László utca – Vörösmarty Mihály utca – Erőmű út (– Csenterics Sándor út – Dunamenti Erőmű, forduló – Csenterics Sándor út) – Szabadság utca (– Városi temető, forduló – Szabadság utca) – István király útja – Százhalombatta, Régészeti Park vá. | Százhalombatta, Régészeti Park vá. – István király útja (– Szabadság utca – Városi temető, forduló) – Szabadság utca (– Csenterics Sándor út – Dunamenti Erőmű, forduló – Csenterics Sándor út) – Erőmű út – Vörösmarty Mihály utca – Hága László utca – Damjanich utca – Halászcsárda, forduló – Damjanich utca – Erkel Ferenc körút – Városkapu út – – Érd, Ercsi út – Budai út (→ Adél utca → Érd, autóbusz-állomás vá.) – Budai út – Balatoni út – Diósd, Balatoni út – Budapest, Balatoni út – Egér út – Olajbogyó utca – Borszéki utca – Than Károly utca – Gyergyótölgyes utca – Budapest, Kelenföld vasútállomás vá. |

## Megállóhelyei
| 0                                       |                         | Budapest, Kelenföld vasútállomás végállomás |                                                               | 68   | 1, 19, 49 8E, 40, 40B, 40E, 53, 58, 87, 87A, 88, 88A, 101B, 101E, 108E, 141, 150, 150B, 153, 154, 172, 173, 187, 188, 188E, 250, 250B, 251, 251A, 251E, 272 689, 691, 710, 712, 720, 722, 724, 725, 727, 732, 734, 735, 736, 760, 762, 763, 767, 770, 774, 775, 777, 778, 798, 799 S10 G10 S12 S30 Z30 S34 S35 S36 S40 G40 Z40 S42 Z42 G43 G44 IC, EC, EN, sebesvonat, gyorsvonat, expresszvonat, |
| ∫                                       | Budapest, Borszéki utca | 66                                          | 58 710, 712, 720, 722, 724, 732, 734, 735, 736, 760, 762, 767 |      | |
| Budapest–Diósd közigazgatási határa     |                         |                                             |                                                               |      | |
| 16                                      |                         | Diósd, Sashegyi út                          |                                                               | 52   | 13, 13A, 88, 113 710, 712, 720, 722, 725, 727 |
| Diósd–Érd közigazgatási határa          |                         |                                             |                                                               |      | |
| 19                                      |                         | Érd, Fürdő utca                             |                                                               | 48   | 710, 712, 720, 722 |
| 25                                      | 0                       | Érd, autóbusz-állomás vonalközi végállomás  | 43                                                            | ∫    | 700, 705, 710, 712, 720, 722, 733, 734, 735, 736, 738, 741, 742, 744, 745, 746, 755 1120, 1134 S30 Z30 S34 S35 S36 sebesvonat (Érd alsó megállóhely) |
| 27                                      | 2                       | Érd, Főtér                                  | 41                                                            | 41   | 710, 712, 722, 742, 744, 745, 746, 756 |
| 28                                      | 3                       | Érd, Szabadság tér                          | 40                                                            | 40   | 710, 712, 722, 742, 744, 745, 756 |
| 30                                      | 5                       | Érd, Temető                                 | 38                                                            | 38   | 710, 712, 756 |
| 32                                      | 7                       | Érd, Délibáb utca                           | 36                                                            | 36   | 710, 712, 756 |
| Érd–Százhalombatta közigazgatási határa |                         |                                             |                                                               |      | |
| 36                                      | 11                      | Bentapuszta                                 | 32                                                            | 32   | 710, 712, 756 |
| 43                                      | 18                      | Százhalombatta, vasútállomás                | 28                                                            | 28   | 705, 708, 710, 712, 756 1120, 1134 S40 G40 Z40 S42 Z42 |
| 45                                      | 20                      | Százhalombatta, Kodály Zoltán sétány        | 23                                                            | 23   | 708 |
| 46                                      | 21                      | Százhalombatta, Irinyi János utca           | 21                                                            | 21   | 708 |
| 48                                      | 23                      | Százhalombatta, Tél utca                    | 19                                                            | 19   | 708, 709, 710, 712 |
| 49                                      | 24                      | Százhalombatta, Fogoly utca                 | 18                                                            | 18   | 708, 709, 710, 712 |
| 50                                      | 25                      | Százhalombatta, Napsugár tér                | 17                                                            | 17   | 708, 709, 710, 712 |
| 52                                      | 27                      | Százhalombatta, Halászcsárda                | 16                                                            | 16   | 708, 709, 710, 712 |
| 53                                      | 28                      | Százhalombatta, Napsugár tér                | 14                                                            | 14   | 708, 709, 710, 712 |
| 54                                      | 29                      | Százhalombatta, Fogoly utca                 | 13                                                            | 13   | 708, 709, 710, 712 |
| 55                                      | 30                      | Százhalombatta, Tél utca                    | 12                                                            | 12   | 708, 709, 710, 712 |
| 56                                      | 31                      | Százhalombatta, Hága László utca            | 11                                                            | 11   | 704, 708, 709, 710, 712 |
| 57                                      | 32                      | Százhalombatta, Csokonai utca               | 9                                                             | 9    | 704, 708, 709, 710, 712 |
| 59                                      | 34                      | Százhalombatta, Halgazdaság                 | 7                                                             | 7    | 708, 709, 710, 712 |
| 60                                      | 35                      | Százhalombatta, DE-Zrt. főkapu              | 5                                                             | 5    | 704, 708, 709, 710, 712 |
| (+2)                                    | (+2)                    | Százhalombatta, DE-Zrt. 2. sz. kapu         | (+2)                                                          | (+2) | 704, 708, 710 |
| 62                                      | 37                      | Százhalombatta, Eperfa utca                 | 3                                                             | 3    | 709, 712 |
| 63                                      | 38                      | Százhalombatta, Panoráma utca               | 2                                                             | 2    | 709, 712 |
| (+2)                                    | (+2)                    | Százhalombatta, temető bejárat              | (+2)                                                          | ∫    | 709, 712 |
| 64                                      | 39                      | Százhalombatta, István király útja          | 1                                                             | 1    | 709, 712 |
| 65                                      | 40                      | Százhalombatta, Régészeti Park végállomás   | 0                                                             | 0    | 709, 712 |

Százhalombatta, DE-Zrt. 2. sz. kaput és Százhalombatta, temető bejáratot csak néhány járat érinti.